# Megaleporinus piavussu
Megaleporinus piavussu, denominada localmente piavuçu, es una especie de pez characiforme de agua dulce de la familia de los anostómidos e integrante del género Megaleporinus. Habita en aguas templado-cálidas y cálidas del centro-este de América del Sur.

## Taxonomía
Descripción original e historia taxonómica
Esta especie fue descrita originalmente en el año 2012 por los ictiólogos Heraldo Antonio Britski, José Luís Olivan Birindelli y Júlio César Garavello, incluyéndola genéricamente en Leporinus (es decir, Leporinus piavussu). Cuatro años después fue creado el género Megaleporinus, al cual fue transferida.
Localidad tipo
La localidad tipo referida es: “río Mogi Guaçu, en las coordenadas: 21°55′35″S 47°21′59″O / -21.92639, -47.36639, distrito de Cachoeira de Emas, municipio de Pirassununga, estado de São Paulo, Brasil”.
Holotipo
El ejemplar holotipo designado es el catalogado como: MZUSP 109999; se trata de un espécimen que midió 180 mm de longitud estándar. Fue capturado durante una excursión del Departamento de Zoología de la Secretaría de Agricultura del estado de São Paulo, entre el 1 y el 6 de mayo de 1963. Se encuentra depositado en la colección de ictiología del Museo de Zoología de la Universidad de São Paulo (MZUSP).
Etimología y nombres vulgares
El nombre genérico Megaleporinus se construye con el prefijo del idioma griego mega (μέγας) que significa 'grande' y las palabras en latín lepus y leporis que significa 'conejo', en referencia a la semejanza de sus dientes con los del lagomorfo.
El epíteto específico piavussu alude al nombre común con el cual es conocida localmente (piavussu), si bien también es denominada piavuçu, piabuçu, piabussu y piau-uçu. A su vez, el nombre común tiene origen en el idioma guaraní, la lengua de los indígenas que habitaron la región, siendo un nombre compuesto, integrado por la palabra "piava", término general que utilizaban para designar a especies de la familia anostómidos, y "ussu" o "uçu", que significa ‘grande’, aludiendo así al tamaño importante respecto a los demás integrantes de la familia.
Caracterización y relaciones filogenéticas
Megaleporinus piavussu es muy similar a M. obtusidens (Valenciennes, 1837), la única especie del género Megaleporinus con la cual convive y con la que por largo tiempo fue confundida. Es posible diferenciarlas por el número de escamas perforadas en la línea lateral, teniendo M. piavussu 39 a 40 (excepcionalmente 41) mientras que M. obtusidens cuenta con 41 a 43 (raramente 44).
Respecto a la población de M. obtusidens que habita la cuenca del río Paraná superior (conocida localmente como "piapara"), también es factible separarla de M. piavussu (tratándose de especímenes mayores a 150 mm) al tener esta última la boca en posición terminal, con su hendidura ubicada por encima de la horizontal que pasa por el margen ventral de la órbita ocular, siendo que las M. obtusidens con las que convive presentan la boca dirigida algo o completamente hacia abajo, con la hendidura situada a la misma altura o por debajo de la horizontal que pasa por el margen ventral de la órbita ocular.
Megaleporinus piavussu es más pequeña que M. obtusidens; esta última llega a medir —en la región de coexistencia— hasta 780 mm de longitud total y a pesar 5,38 kg, mientras que los individuos más grandes de M. piavussu alcanzan una longitud total de 550 mm, con un peso de 2,14 kg.
Otra especie estrechamente relacionada con Megaleporinus piavussu es M. elongatus (Valenciennes, 1850).

## Coloración
Los ejemplares juveniles de Megaleporinus piavussu presentan 8 bandas oscuras transversales sobre el cuerpo posicionadas dorsolateralmente, algunas muestran una desdibujada forma de “Y”; estas bandas llegan a extenderse ventralmente. Las aletas están salpicadas de manera dispersa por diminutos cromatóforos; las aletas pectorales, pélvicas y anal son casi hialinas, mientras que la dorsal, la adiposa y la caudal ostentan una tonalidad ligeramente más oscura.
Los de edad intermedia van perdiendo las bandas, reteniendo 3 manchas oscuras en los lados del cuerpo sobre la línea lateral, la más anterior se ubica debajo de la base de la aleta dorsal, la intermedia se sitúa por debajo del espacio entre la base de la aleta dorsal y el origen de la aleta adiposa, finalmente la posterior la exhibe en la porción posterior del pedúnculo caudal. Los adultos de gran tamaño tienen una coloración de fondo beige amarillento a marrón claro con plateado, mientras que las aletas de hialinas pasan a ser amarillas, teniendo la caudal el reborde dorsal y ventral oscuro. Las escamas de las áreas laterales del cuerpo lucen cromatóforos dispersos, los que están más concentrados en los bordes libres de las mismas. A esa edad las 3 manchas ya son menos visibles, llegando algunos ejemplares de gran tamaño a carecer de ellas.

## Distribución
Megaleporinus piavussu se distribuye de manera exclusiva en la cuenca hidrográfica del río Paraná superior en el sudeste de Brasil, con colectas en los estados de: Mato Grosso del Sur, Minas Gerais, Paraná y São Paulo. El río Paraná es parte de la cuenca del Plata, cuyas aguas se vuelcan en el océano Atlántico Sudoccidental por intermedio del Río de la Plata.
Ecorregionalmente este pez constituye un endemismo de la ecorregión de agua dulce Paraná superior.
Originalmente el salto del Guairá era una barrera física natural que limitaba su geonemia hacia el sur, sin embargo, al quedar estas cataratas completamente sumergidas por el embalse formado por la construcción de la represa hidroeléctrica de Itaipú, este pez pudo avanzar hacia aguas abajo, ocupando distintos hábitats en ese lago artificial y sus afluentes, que le agregó a su territorio disponible 160 km de recorrido del río Paraná, desde la primitiva ubicación de los citados saltos hasta la pared de la presa, incluyendo las porciones occidentales del embalse de Itaipú, pertenecientes a los departamentos de Alto Paraná y Canindeyú, en el este del Paraguay. La construcción de un sistema de transferencia para peces junto a la presa, denominado canal de la Piracema, coadyuva a que esta especie pueda expandir artificialmente su distribución aún más, esta vez a la sección del río Paraná y su cuenca ubicada aguas abajo del emprendimiento hidroeléctrico.

## Hábitos y relación con el hombre
Megaleporinus piavussu vive en aguas templado-cálidas y cálidas en ríos medianos a grandes, sobre los cuales realiza migraciones de larga distancia, tanto por motivos reproductivos como tróficos, las que alcanzan los 6600 km. Al ser Megaleporinus piavussu una especie de gran tamaño y de sabrosa carne, es muy importante en el rubro de la pesca, tanto la recreativa, como la de subsistencia y la comercial.